# Xilema
Lo xilema è un tessuto vegetale presente nelle piante vascolari e adibito alla conduzione della linfa grezza, cioè di acqua e soluti in essa disciolti, dalle radici alle foglie. La parola "xilema" deriva dal termine greco ξύλον xylon, che significa "legno". Il termine fu introdotto da Nägeli nel 1858.
Si definisce primario o secondario a seconda della sua origine e di dove si trova all'interno della pianta.

## Origine
Durante lo stadio di crescita iniziale della pianta, un tessuto meristematico embrionale (con capacità di produrre nuove cellule) detto procambio produce xilema primario verso l'interno e floema primario verso l'esterno.
Durante lo stadio di crescita secondaria, un altro tessuto meristematico detto cambio cribro-vascolare produce xilema secondario e floema secondario sempre con lo stesso orientamento.

## Struttura
Lo xilema è costituito da cellule con parete ispessita che subiscono un processo di lignificazione delle pareti secondarie, così da risultare morte e prive di citoplasma al raggiungimento della maturità funzionale. L'assenza di citoplasma e organelli al loro interno è funzionale in quanto riduce al minimo la resistenza offerta dal tessuto alla risalita contro gravità della linfa grezza. La parete cellulare forma un condotto ( “vaso” ) all’interno del quale scorre la linfa.
Lo xilema comprende due tipi di cellule dette elementi tracheali o elementi dei vasi:
- le trachee: tipiche delle Angiosperme, ma presenti anche in un gruppo di Gimnosperme, le Gnetofite, sono cellule corte di forma cilindrica con diametro relativamente largo (da 200 a 700 micron) e aventi le pareti trasversali parzialmente riassorbite. Impilandosi una sull'altra danno origine a un tubo continuo chiamato vaso. Sono provviste di punteggiature sulle pareti laterali, cioè di microscopiche zone senza parete secondaria permeabili all'acqua, tramite cui può avvenire uno scambio orizzontale di linfa grezza con altri vasi.
- le tracheidi: tipiche delle Gimnosperme e di alcune Pteridofite (felci), sono cellule di forma cilindrica con le estremità chiuse e assottigliate, più lunghe delle trachee ma con diametro ridotto rispetto ad esse (20-30 micron). La linfa passa da una cellula all’altra attraverso parete primaria di una tracheide-lamella mediana-parete primaria della tracheide successiva. Si impilano tra loro contattandosi tramite le estremità, a livello delle quali ci sono numerose punteggiature per il trasporto dell'acqua. Sono presenti anche punteggiature nelle pareti laterali.

Questi elementi dello xilema sono suddivisibili in base al tipo di ispessimenti della parete:
- Vasi anulati: ispessimenti secondari lignificati di forma anulare distribuiti lungo tutto l'asse del vaso. Si ritengono i più semplici e primitivi (Siluriano 420 milioni di anni fa). Sono presenti nei casi di attiva crescita per distensione in quanto facilmente estensibili.
- Vasi spiralati: molto simili ai precedenti, ispessimenti ad elica semplice o doppia. Esistono anche anulo-spiralati.
- Vasi scalariformi: pareti estesamente lignificate, zone non lignificate come fessure oblunghe. Derivati dagli spiralati. Non estensibili, presenti in zone con accrescimento completato.
- Vasi reticolati. derivati dai precedenti per ulteriore estensione delle zone ispessite.
- Vasi punteggiati: estensione massima della lignificazione. Le aree lasciate libere si dicono punteggiature areolate.

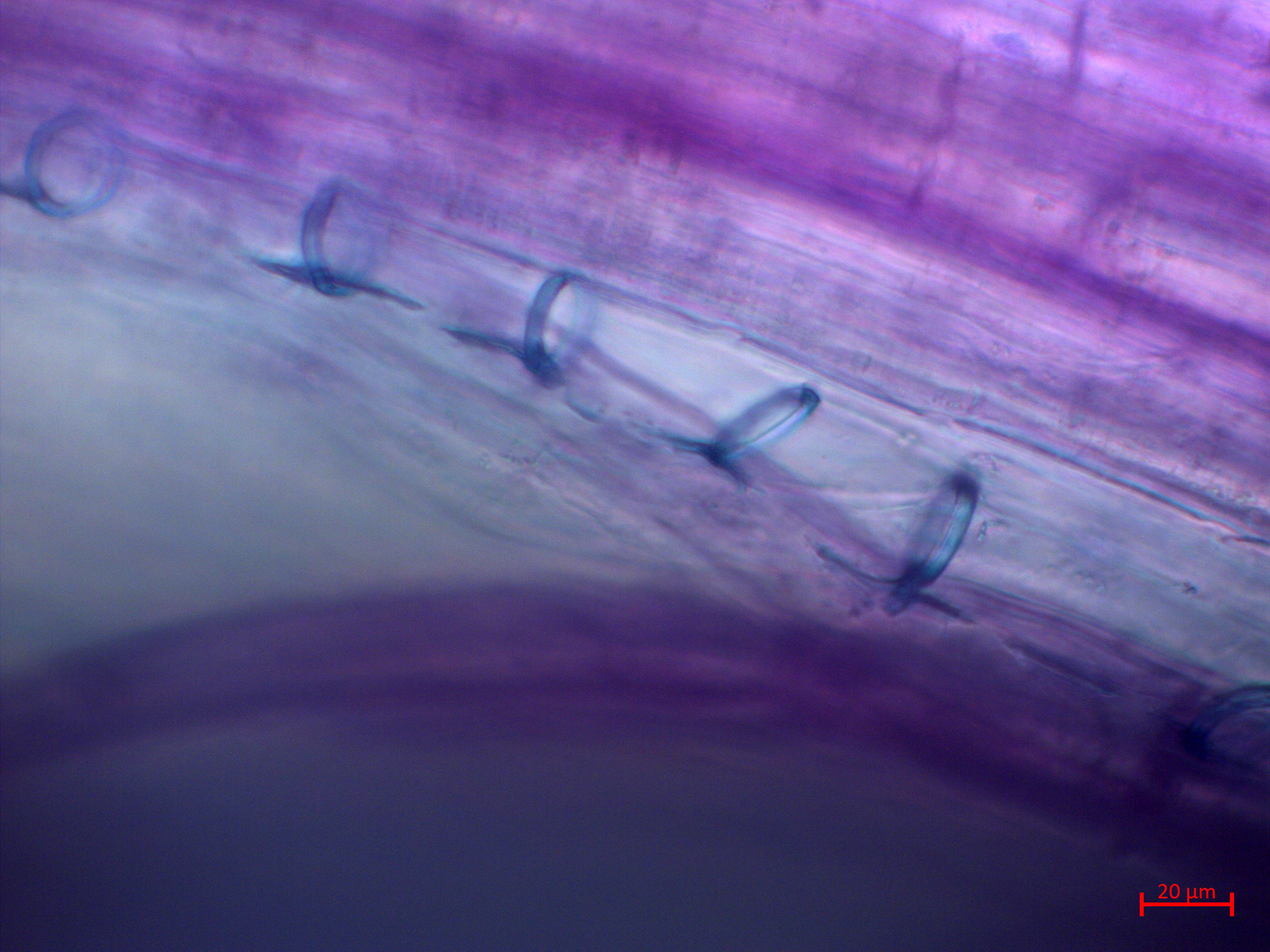
Vaso anulato in Apium (immagine al microscopio ottico, preparato colorato, 40 ingrandimenti)
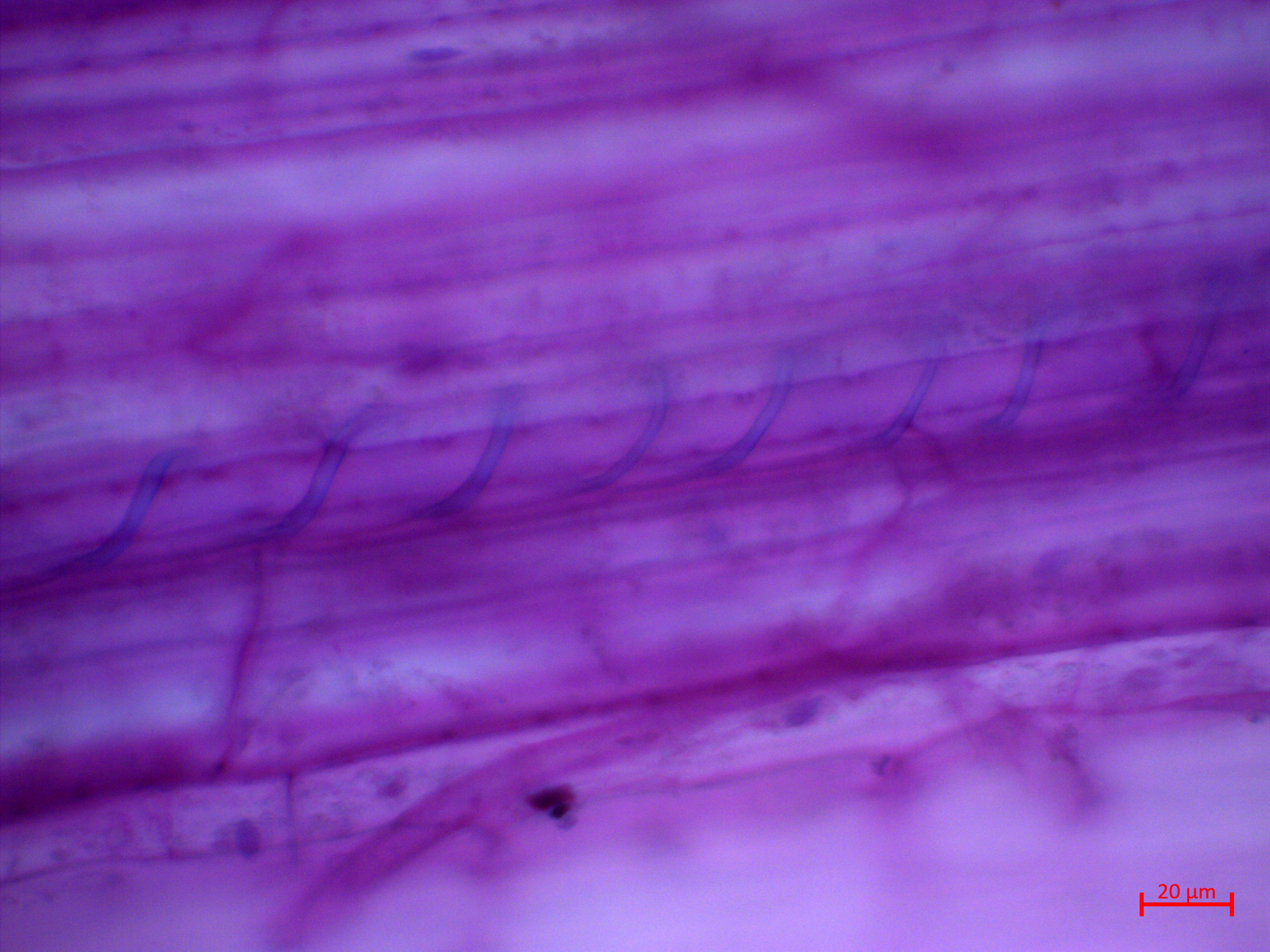
vaso spiralato in Apium (immagine al microscopio ottico, preparato colorato, 40 ingrandimenti)
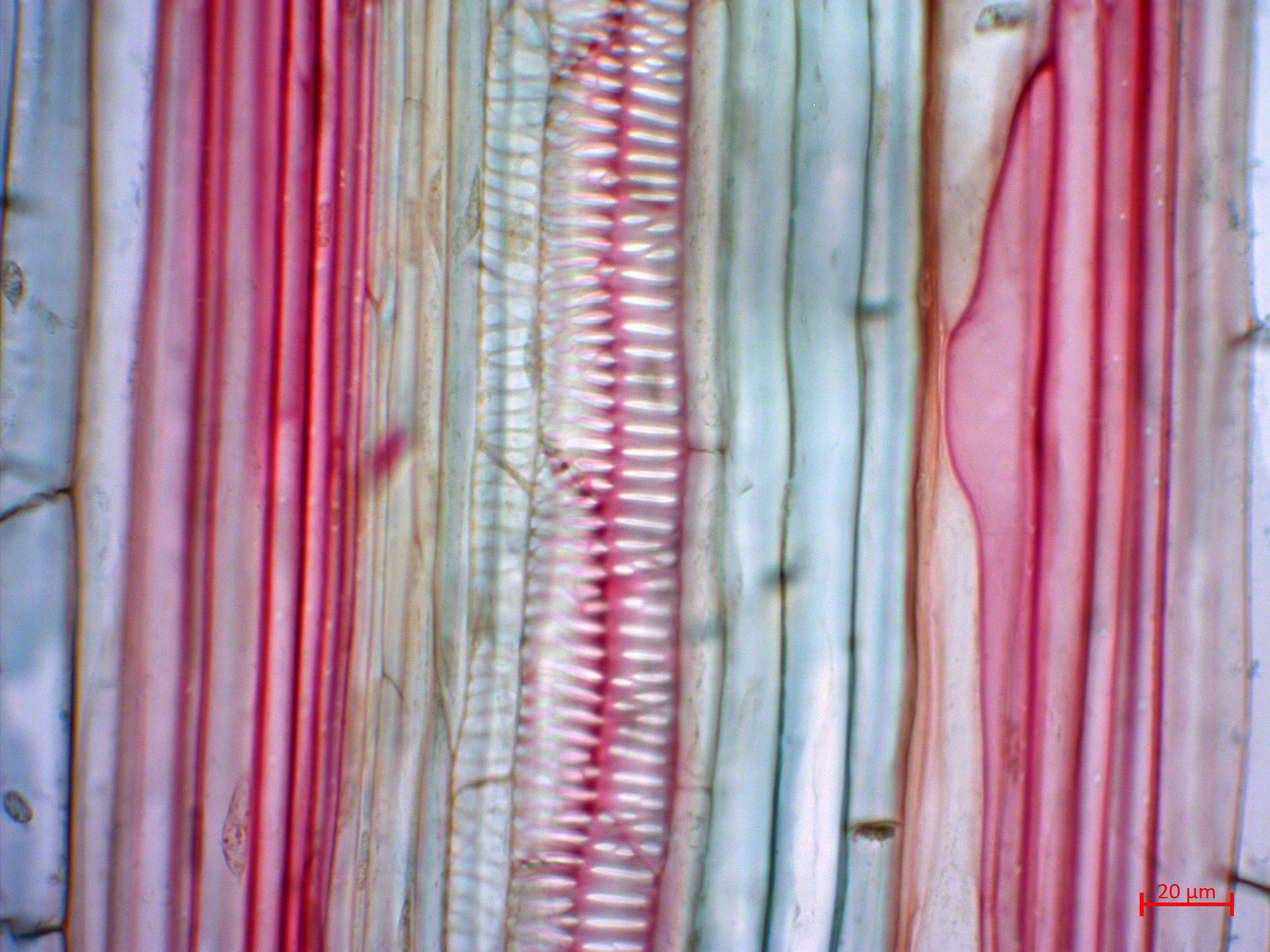
vaso scalariforme in Zea (immagine al microscopio ottico, preparato colorato, 40 ingrandimenti)

Lo xilema secondario viene definito tessuto composto e contiene anche altri due tipi di cellule: il parenchima e le fibre.
Lo xilema primario si trova nei fasci vascolari in struttura primaria (ovvero nelle piante non legnose e nelle parti giovani o non legnose - es. le foglie - delle piante legnose); lo xilema secondario, deposto dal meristema secondario (cambio vascolare) nelle piante legnose.

## Tipologie di xilema secondario

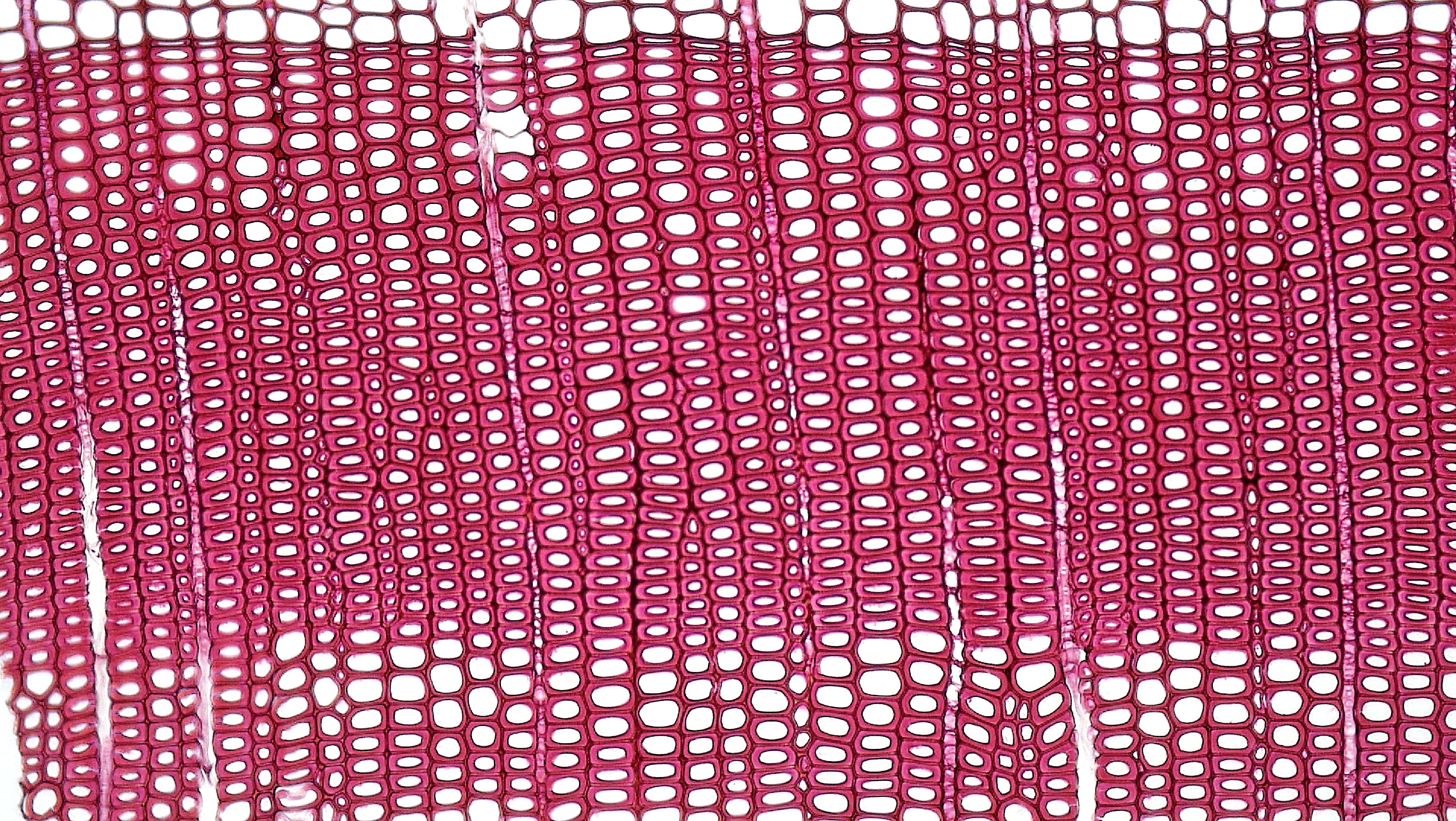
legno omoxilo in sezione trasversale al microscopio ottico

Lo xilema secondario delle Gimnosperme è definito omoxilo dal momento che c'è omogeneità nella sua struttura: esso è infatti costituito principalmente da fibrotracheidi, ovvero tracheidi con pareti molto resistenti che uniscono la funzione di trasporto a quella di sostegno.
Al contrario, il legno delle Angiosperme è definito eteroxilo in quanto è costituito da diversi tipi cellulari: trachee (con funzione di trasporto), fibre (una varietà di tessuto sclerenchimatico con funzione meccanica), e raggi parenchimatici, cioè parenchima radiale rispetto all'asse del fusto che ha funzione di trasporto laterale di nutrienti e funzione di riserva.

## Trasporto della linfa grezza
Il trasporto della linfa grezza deve vincere la forza di gravità. La sua risalita è in parte generata dal fenomeno della capillarità, per cui l'acqua tende a risalire in tubi di piccolo diametro come gli elementi xilematici, e in parte è generata dalla pressione radicale, grazie a cui l'acqua e i sali continuamente assorbiti dalle radici forniscono una pressione che dal basso spinge l'acqua nello xilema verso l'alto.
Tuttavia per rendere possibile una risalita di oltre 100 m come avviene nelle sequoie è necessaria un'altra spiegazione, fornita dalla teoria coesione-tensione. A livello delle foglie sono presenti delle aperture nell'epidermide, chiamate stomi, tramite cui l'acqua, irraggiata dal sole, fuoriesce dalla foglia per evaporazione (processo detto traspirazione). Viene così a crearsi un potenziale idrico minore che richiama acqua dalle zone adiacenti a potenziale idrico maggiore, cioè viene a crearsi una aspirazione (o tensione) di acqua che si ripercuote dal parenchima fogliare alle nervature xilematiche della foglia e infine allo xilema del fusto in continuità con le nervature. L'aspirazione è perciò la forza che fa risalire la colonna d'acqua.